# Tour de Croàcia 2018
El Tour de Croàcia 2018 va ser la 13a edició del Tour de Croàcia. La cursa es va disputar entre el 17 i el 22 d'abril de 2018, amb un recorregut de 1.074,5 km repartits entre sis etapes. La cursa forma part de l'UCI Europa Tour 2018 amb una categoria 2.1.
La cursa va ser guanyada pel belarús Kanstantsín Siutsou (Bahrain-Merida), que s'imposà per tan sols 11 segons al neerlandès Pieter Weening (Roompot-Nederlandse Loterij). Completà el podi el kazakh Yevgeniy Gidich (Astana Qazaqstan Team).

## Equips
L'organització convidà a prendre part en la cursa a tres equips World Tour, onze equips continentals professionals i cinc equips continentals:
| WorldTeams (3)- Astana - Bahrain-Merida - Trek-Segafredo Equips continentals professionals (11)- Aqua Blue Sport - Caja Rural-Seguros RGA - CCC Sprandi Polkowice - Gazprom-RusVelo - Holowesko-Citadel - Israel Cycling Academy - Nippo-Vini Fantini-Europa Ovini - Team Novo Nordisk - Roompot-Nederlandse Loterij - WB-Aqua Protect-Veranclassic - Bardiani CSF Equips continentals (5)- Adria Mobil - Bicicletas Strongman - Ljubljana Gusto Xaurum - Meridiana Kamen - MsTina-Focus |
| |

## Etapes
| Etapa    | Data      | Ciutats d'etapa        | type              | Distància (km) | Vencedor de l'etapa  | Líder de la general  |
| -------- | --------- | ---------------------- | ----------------- | -------------- | -------------------- | -------------------- |
| 1a etapa | 17 de abr | Osijek – Koprivnica    | etapa accidentada | 227            | Niccolò Bonifazio    | Niccolò Bonifazio    |
| 2a etapa | 18 de abr | Karlovac – Zadar       | etapa accidentada | 234,5          | Eduard-Michael Grosu | Eduard-Michael Grosu |
| 3a etapa | 19 de abr | Trogir – Sveti Jure    | etapa de muntanya | 134            | Kanstantsín Siutsou  | Kanstantsín Siutsou  |
| 4a etapa | 20 de abr | Starigrad – Crikvenica | etapa accidentada | 171            | Alessandro Tonelli   | Kanstantsín Siutsou  |
| 5a etapa | 21 de abr | Rabac – Učka           | etapa de muntanya | 156,5          | Manuele Boaro        | Kanstantsín Siutsou  |
| 6a etapa | 22 de abr | Samobor – Zagreb       | etapa plana       | 151,5          | Paolo Simion         | Kanstantsín Siutsou  |

### Etapa 1
| \| Classificació de l'etapa \| Classificació de l'etapa \| Classificació de l'etapa \| Classificació de l'etapa \| Classificació de l'etapa \| \| Corredor \| Corredor \| Equip \| Temps \| \| \| ------------------------ \| ------------------------ \| ------------------------------- \| ------------------------ \| ------------------------ \| \| 1r \| Niccolò Bonifazio \| Bahrain-Merida \| 5h 45' 25" \| \| \| 2n \| Andrea Guardini \| Bardiani CSF \| + 0" \| \| \| 3r \| Eduard-Michael Grosu \| Nippo-Vini Fantini-Europa Ovini \| + 0" \| \| \| 4t \| Riccardo Minali \| Astana \| + 0" \| \| \| 5è \| Giacomo Nizzolo \| Trek-Segafredo \| + 0" \| \| \| 6è \| Marko Kump \| CCC Sprandi Polkowice \| + 0" \| \| \| 7è \| John Murphy \| Holowesko Citadel \| + 0" \| \| \| 8è \| Žiga Jerman \| Ljubljana Gusto Xaurum \| + 0" \| \| \| 9è \| Federico Zurlo \| MSTina-Focus \| + 0" \| \| \| 10è \| Jimmy Duquennoy \| WB-Aqua Protect-Veranclassic \| + 0" \| \| |                      |                                 |            |
| |                      |                                 |            |
| Font: ProCyclingStats |                      |                                 |            |
| Classificació de l'etapa |                      |                                 |            |
| Corredor | Corredor             | Equip                           | Temps      |
| 1r | Niccolò Bonifazio    | Bahrain-Merida                  | 5h 45' 25" |
| 2n | Andrea Guardini      | Bardiani CSF                    | + 0"       |
| 3r | Eduard-Michael Grosu | Nippo-Vini Fantini-Europa Ovini | + 0"       |
| 4t | Riccardo Minali      | Astana                          | + 0"       |
| 5è | Giacomo Nizzolo      | Trek-Segafredo                  | + 0"       |
| 6è | Marko Kump           | CCC Sprandi Polkowice           | + 0"       |
| 7è | John Murphy          | Holowesko Citadel               | + 0"       |
| 8è | Žiga Jerman          | Ljubljana Gusto Xaurum          | + 0"       |
| 9è | Federico Zurlo       | MSTina-Focus                    | + 0"       |
| 10è | Jimmy Duquennoy      | WB-Aqua Protect-Veranclassic    | + 0"       |

| \| Classificació general \| Classificació general \| Classificació general \| Classificació general \| Classificació general \| \| Corredor \| Corredor \| Equip \| Temps \| \| \| --------------------- \| --------------------- \| ------------------------------- \| --------------------- \| --------------------- \| \| 1r \| Niccolò Bonifazio \| Bahrain-Merida \| 5h 45' 15" \| \| \| 2n \| Jon Božič \| Adria Mobil \| + 1" \| \| \| 3r \| Andrea Guardini \| Bardiani CSF \| + 4" \| \| \| 4t \| Eduard-Michael Grosu \| Nippo-Vini Fantini-Europa Ovini \| + 6" \| \| \| 5è \| Riccardo Minali \| Astana \| + 10" \| \| \| 6è \| Giacomo Nizzolo \| Trek-Segafredo \| + 10" \| \| \| 7è \| Marko Kump \| CCC Sprandi Polkowice \| + 10" \| \| \| 8è \| John Murphy \| Holowesko Citadel \| + 10" \| \| \| 9è \| Žiga Jerman \| Ljubljana Gusto Xaurum \| + 10" \| \| \| 10è \| Federico Zurlo \| MSTina-Focus \| + 10" \| \| |                      |                                 |            |
| |                      |                                 |            |
| Font: ProCyclingStats |                      |                                 |            |
| Classificació general |                      |                                 |            |
| Corredor | Corredor             | Equip                           | Temps      |
| 1r | Niccolò Bonifazio    | Bahrain-Merida                  | 5h 45' 15" |
| 2n | Jon Božič            | Adria Mobil                     | + 1"       |
| 3r | Andrea Guardini      | Bardiani CSF                    | + 4"       |
| 4t | Eduard-Michael Grosu | Nippo-Vini Fantini-Europa Ovini | + 6"       |
| 5è | Riccardo Minali      | Astana                          | + 10"      |
| 6è | Giacomo Nizzolo      | Trek-Segafredo                  | + 10"      |
| 7è | Marko Kump           | CCC Sprandi Polkowice           | + 10"      |
| 8è | John Murphy          | Holowesko Citadel               | + 10"      |
| 9è | Žiga Jerman          | Ljubljana Gusto Xaurum          | + 10"      |
| 10è | Federico Zurlo       | MSTina-Focus                    | + 10"      |

### Etapa 2
| \| Classificació de l'etapa \| Classificació de l'etapa \| Classificació de l'etapa \| Classificació de l'etapa \| Classificació de l'etapa \| \| Corredor \| Corredor \| Equip \| Temps \| \| \| ------------------------ \| -------------------------- \| ------------------------------- \| ------------------------ \| ------------------------ \| \| 1r \| Eduard-Michael Grosu \| Nippo-Vini Fantini-Europa Ovini \| 5h 38' 11" \| \| \| 2n \| Giacomo Nizzolo \| Trek-Segafredo \| + 0" \| \| \| 3r \| Riccardo Minali \| Astana \| + 0" \| \| \| 4t \| Ievgueni Guiditx \| Astana \| + 4" \| \| \| 5è \| Juan José Lobato del Valle \| Nippo-Vini Fantini-Europa Ovini \| + 4" \| \| \| 6è \| Josip Rumac \| Meridiana Kamen \| + 4" \| \| \| 7è \| Žiga Jerman \| Ljubljana Gusto Xaurum \| + 4" \| \| \| 8è \| Matej Mohorič \| Bahrain-Merida \| + 4" \| \| \| 9è \| Andrea Guardini \| Bardiani CSF \| + 4" \| \| \| 10è \| Marko Kump \| CCC Sprandi Polkowice \| + 8" \| \| |                            |                                 |            |
| |                            |                                 |            |
| Font: ProCyclingStats |                            |                                 |            |
| Classificació de l'etapa |                            |                                 |            |
| Corredor | Corredor                   | Equip                           | Temps      |
| 1r | Eduard-Michael Grosu       | Nippo-Vini Fantini-Europa Ovini | 5h 38' 11" |
| 2n | Giacomo Nizzolo            | Trek-Segafredo                  | + 0"       |
| 3r | Riccardo Minali            | Astana                          | + 0"       |
| 4t | Ievgueni Guiditx           | Astana                          | + 4"       |
| 5è | Juan José Lobato del Valle | Nippo-Vini Fantini-Europa Ovini | + 4"       |
| 6è | Josip Rumac                | Meridiana Kamen                 | + 4"       |
| 7è | Žiga Jerman                | Ljubljana Gusto Xaurum          | + 4"       |
| 8è | Matej Mohorič              | Bahrain-Merida                  | + 4"       |
| 9è | Andrea Guardini            | Bardiani CSF                    | + 4"       |
| 10è | Marko Kump                 | CCC Sprandi Polkowice           | + 8"       |

| \| Classificació general \| Classificació general \| Classificació general \| Classificació general \| Classificació general \| \| Corredor \| Corredor \| Equip \| Temps \| \| \| --------------------- \| --------------------- \| ------------------------------- \| --------------------- \| --------------------- \| \| 1r \| Eduard-Michael Grosu \| Nippo-Vini Fantini-Europa Ovini \| 11h 23' 22" \| \| \| 2n \| Giacomo Nizzolo \| Trek-Segafredo \| + 8" \| \| \| 3r \| Riccardo Minali \| Astana \| + 10" \| \| \| 4t \| Andrea Guardini \| Bardiani CSF \| + 12" \| \| \| 5è \| Jon Božič \| Adria Mobil \| + 12" \| \| \| 6è \| Riccardo Stacchiotti \| MSTina-Focus \| + 17" \| \| \| 7è \| Žiga Jerman \| Ljubljana Gusto Xaurum \| + 18" \| \| \| 8è \| Matej Mohorič \| Bahrain-Merida \| + 18" \| \| \| 9è \| Josip Rumac \| Meridiana Kamen \| + 18" \| \| \| 10è \| Ievgueni Guiditx \| Astana \| + 18" \| \| |                      |                                 |             |
| |                      |                                 |             |
| Font: ProCyclingStats |                      |                                 |             |
| Classificació general |                      |                                 |             |
| Corredor | Corredor             | Equip                           | Temps       |
| 1r | Eduard-Michael Grosu | Nippo-Vini Fantini-Europa Ovini | 11h 23' 22" |
| 2n | Giacomo Nizzolo      | Trek-Segafredo                  | + 8"        |
| 3r | Riccardo Minali      | Astana                          | + 10"       |
| 4t | Andrea Guardini      | Bardiani CSF                    | + 12"       |
| 5è | Jon Božič            | Adria Mobil                     | + 12"       |
| 6è | Riccardo Stacchiotti | MSTina-Focus                    | + 17"       |
| 7è | Žiga Jerman          | Ljubljana Gusto Xaurum          | + 18"       |
| 8è | Matej Mohorič        | Bahrain-Merida                  | + 18"       |
| 9è | Josip Rumac          | Meridiana Kamen                 | + 18"       |
| 10è | Ievgueni Guiditx     | Astana                          | + 18"       |

### Etapa 3
| \| Classificació de l'etapa \| Classificació de l'etapa \| Classificació de l'etapa \| Classificació de l'etapa \| Classificació de l'etapa \| \| Corredor \| Corredor \| Equip \| Temps \| \| \| ------------------------ \| ------------------------ \| -------------------------------- \| ------------------------ \| ------------------------ \| \| 1r \| Kanstantsín Siutsou \| Bahrain-Merida \| 3h 51' 32" \| \| \| 2n \| Pieter Weening \| Roompot-Nederlandse Loterij \| + 4" \| \| \| 3r \| Ievgueni Guiditx \| Astana \| + 49" \| \| \| 4t \| Radoslav Rogina \| Adria Mobil \| + 56" \| \| \| 5è \| Niklas Eg \| Trek-Segafredo \| + 1' 38" \| \| \| 6è \| Daniel Pearson \| Aqua Blue Sport \| + 2' 01" \| \| \| 7è \| Gianluca Brambilla \| Trek-Segafredo \| + 2' 27" \| \| \| 8è \| Rubén Acosta \| Bicicletas Strongman Coldeportes \| + 2' 42" \| \| \| 9è \| Artiom Nitx \| Gazprom-RusVelo \| + 2' 51" \| \| \| 10è \| Jonathan Lastra Martínez \| Caja Rural-Seguros RGA \| + 3' 42" \| \| |                          |                                  |            |
| |                          |                                  |            |
| Font: ProCyclingStats |                          |                                  |            |
| Classificació de l'etapa |                          |                                  |            |
| Corredor | Corredor                 | Equip                            | Temps      |
| 1r | Kanstantsín Siutsou      | Bahrain-Merida                   | 3h 51' 32" |
| 2n | Pieter Weening           | Roompot-Nederlandse Loterij      | + 4"       |
| 3r | Ievgueni Guiditx         | Astana                           | + 49"      |
| 4t | Radoslav Rogina          | Adria Mobil                      | + 56"      |
| 5è | Niklas Eg                | Trek-Segafredo                   | + 1' 38"   |
| 6è | Daniel Pearson           | Aqua Blue Sport                  | + 2' 01"   |
| 7è | Gianluca Brambilla       | Trek-Segafredo                   | + 2' 27"   |
| 8è | Rubén Acosta             | Bicicletas Strongman Coldeportes | + 2' 42"   |
| 9è | Artiom Nitx              | Gazprom-RusVelo                  | + 2' 51"   |
| 10è | Jonathan Lastra Martínez | Caja Rural-Seguros RGA           | + 3' 42"   |

| \| Classificació general \| Classificació general \| Classificació general \| Classificació general \| Classificació general \| \| Corredor \| Corredor \| Equip \| Temps \| \| \| --------------------- \| ------------------------ \| -------------------------------- \| --------------------- \| --------------------- \| \| 1r \| Kanstantsín Siutsou \| Bahrain-Merida \| 15h 15' 10" \| \| \| 2n \| Pieter Weening \| Roompot-Nederlandse Loterij \| + 8" \| \| \| 3r \| Ievgueni Guiditx \| Astana \| + 47" \| \| \| 4t \| Radoslav Rogina \| Adria Mobil \| + 1' 06" \| \| \| 5è \| Niklas Eg \| Trek-Segafredo \| + 1' 48" \| \| \| 6è \| Daniel Pearson \| Aqua Blue Sport \| + 2' 11" \| \| \| 7è \| Gianluca Brambilla \| Trek-Segafredo \| + 2' 33" \| \| \| 8è \| Rubén Acosta \| Bicicletas Strongman Coldeportes \| + 2' 52" \| \| \| 9è \| Artiom Nitx \| Gazprom-RusVelo \| + 3' 01" \| \| \| 10è \| Jonathan Lastra Martínez \| Caja Rural-Seguros RGA \| + 3' 48" \| \| |                          |                                  |             |
| |                          |                                  |             |
| Font: ProCyclingStats |                          |                                  |             |
| Classificació general |                          |                                  |             |
| Corredor | Corredor                 | Equip                            | Temps       |
| 1r | Kanstantsín Siutsou      | Bahrain-Merida                   | 15h 15' 10" |
| 2n | Pieter Weening           | Roompot-Nederlandse Loterij      | + 8"        |
| 3r | Ievgueni Guiditx         | Astana                           | + 47"       |
| 4t | Radoslav Rogina          | Adria Mobil                      | + 1' 06"    |
| 5è | Niklas Eg                | Trek-Segafredo                   | + 1' 48"    |
| 6è | Daniel Pearson           | Aqua Blue Sport                  | + 2' 11"    |
| 7è | Gianluca Brambilla       | Trek-Segafredo                   | + 2' 33"    |
| 8è | Rubén Acosta             | Bicicletas Strongman Coldeportes | + 2' 52"    |
| 9è | Artiom Nitx              | Gazprom-RusVelo                  | + 3' 01"    |
| 10è | Jonathan Lastra Martínez | Caja Rural-Seguros RGA           | + 3' 48"    |

### Etapa 4
| \| Classificació de l'etapa \| Classificació de l'etapa \| Classificació de l'etapa \| Classificació de l'etapa \| Classificació de l'etapa \| \| Corredor \| Corredor \| Equip \| Temps \| \| \| ------------------------ \| ------------------------ \| ------------------------ \| ------------------------ \| ------------------------ \| \| 1r \| Alessandro Tonelli \| Bardiani CSF \| 3h 56' 57" \| \| \| 2n \| Enrico Barbin \| Bardiani CSF \| + 12" \| \| \| 3r \| Jan Tratnik \| CCC Sprandi Polkowice \| + 12" \| \| \| 4t \| Fabian Lienhard \| Holowesko Citadel \| + 12" \| \| \| 5è \| Niccolò Bonifazio \| Bahrain-Merida \| + 12" \| \| \| 6è \| Žiga Ručigaj \| Radenska Ljubljana \| + 12" \| \| \| 7è \| Federico Zurlo \| MSTina-Focus \| + 12" \| \| \| 8è \| Adrian Kurek \| CCC Sprandi Polkowice \| + 12" \| \| \| 9è \| Jonathan Lastra Martínez \| Caja Rural-Seguros RGA \| + 12" \| \| \| 10è \| Kristian Sbaragli \| Israel Cycling Academy \| + 12" \| \| |                          |                        |            |
| |                          |                        |            |
| Font: ProCyclingStats |                          |                        |            |
| Classificació de l'etapa |                          |                        |            |
| Corredor | Corredor                 | Equip                  | Temps      |
| 1r | Alessandro Tonelli       | Bardiani CSF           | 3h 56' 57" |
| 2n | Enrico Barbin            | Bardiani CSF           | + 12"      |
| 3r | Jan Tratnik              | CCC Sprandi Polkowice  | + 12"      |
| 4t | Fabian Lienhard          | Holowesko Citadel      | + 12"      |
| 5è | Niccolò Bonifazio        | Bahrain-Merida         | + 12"      |
| 6è | Žiga Ručigaj             | Radenska Ljubljana     | + 12"      |
| 7è | Federico Zurlo           | MSTina-Focus           | + 12"      |
| 8è | Adrian Kurek             | CCC Sprandi Polkowice  | + 12"      |
| 9è | Jonathan Lastra Martínez | Caja Rural-Seguros RGA | + 12"      |
| 10è | Kristian Sbaragli        | Israel Cycling Academy | + 12"      |

| \| Classificació general \| Classificació general \| Classificació general \| Classificació general \| Classificació general \| \| Corredor \| Corredor \| Equip \| Temps \| \| \| --------------------- \| ------------------------ \| -------------------------------- \| --------------------- \| --------------------- \| \| 1r \| Kanstantsín Siutsou \| Bahrain-Merida \| 19h 12' 19" \| \| \| 2n \| Pieter Weening \| Roompot-Nederlandse Loterij \| + 8" \| \| \| 3r \| Ievgueni Guiditx \| Astana \| + 47" \| \| \| 4t \| Radoslav Rogina \| Adria Mobil \| + 1' 06" \| \| \| 5è \| Niklas Eg \| Trek-Segafredo \| + 1' 48" \| \| \| 6è \| Daniel Pearson \| Aqua Blue Sport \| + 2' 11" \| \| \| 7è \| Gianluca Brambilla \| Trek-Segafredo \| + 2' 33" \| \| \| 8è \| Rubén Acosta \| Bicicletas Strongman Coldeportes \| + 2' 52" \| \| \| 9è \| Artiom Nitx \| Gazprom-RusVelo \| + 3' 01" \| \| \| 10è \| Jonathan Lastra Martínez \| Caja Rural-Seguros RGA \| + 3' 48" \| \| |                          |                                  |             |
| |                          |                                  |             |
| Font: ProCyclingStats |                          |                                  |             |
| Classificació general |                          |                                  |             |
| Corredor | Corredor                 | Equip                            | Temps       |
| 1r | Kanstantsín Siutsou      | Bahrain-Merida                   | 19h 12' 19" |
| 2n | Pieter Weening           | Roompot-Nederlandse Loterij      | + 8"        |
| 3r | Ievgueni Guiditx         | Astana                           | + 47"       |
| 4t | Radoslav Rogina          | Adria Mobil                      | + 1' 06"    |
| 5è | Niklas Eg                | Trek-Segafredo                   | + 1' 48"    |
| 6è | Daniel Pearson           | Aqua Blue Sport                  | + 2' 11"    |
| 7è | Gianluca Brambilla       | Trek-Segafredo                   | + 2' 33"    |
| 8è | Rubén Acosta             | Bicicletas Strongman Coldeportes | + 2' 52"    |
| 9è | Artiom Nitx              | Gazprom-RusVelo                  | + 3' 01"    |
| 10è | Jonathan Lastra Martínez | Caja Rural-Seguros RGA           | + 3' 48"    |

### Etapa 5
| \| Classificació de l'etapa \| Classificació de l'etapa \| Classificació de l'etapa \| Classificació de l'etapa \| Classificació de l'etapa \| \| Corredor \| Corredor \| Equip \| Temps \| \| \| ------------------------ \| ------------------------ \| -------------------------------- \| ------------------------ \| ------------------------ \| \| 1r \| Manuele Boaro \| Bahrain-Merida \| 4h 15' 54" \| \| \| 2n \| Łukasz Owsian \| CCC Sprandi Polkowice \| + 7" \| \| \| 3r \| Alessandro Tonelli \| Bardiani CSF \| + 10" \| \| \| 4t \| Jonathan Cañaveral \| Bicicletas Strongman Coldeportes \| + 12" \| \| \| 5è \| Tadej Pogačar \| Ljubljana Gusto Xaurum \| + 24" \| \| \| 6è \| Niklas Eg \| Trek-Segafredo \| + 24" \| \| \| 7è \| Daniel Pearson \| Aqua Blue Sport \| + 47" \| \| \| 8è \| Pieter Weening \| Roompot-Nederlandse Loterij \| + 48" \| \| \| 9è \| Kanstantsín Siutsou \| Bahrain-Merida \| + 48" \| \| \| 10è \| Nick van der Lijke \| Roompot-Nederlandse Loterij \| + 52" \| \| |                     |                                  |            |
| |                     |                                  |            |
| Font: ProCyclingStats |                     |                                  |            |
| Classificació de l'etapa |                     |                                  |            |
| Corredor | Corredor            | Equip                            | Temps      |
| 1r | Manuele Boaro       | Bahrain-Merida                   | 4h 15' 54" |
| 2n | Łukasz Owsian       | CCC Sprandi Polkowice            | + 7"       |
| 3r | Alessandro Tonelli  | Bardiani CSF                     | + 10"      |
| 4t | Jonathan Cañaveral  | Bicicletas Strongman Coldeportes | + 12"      |
| 5è | Tadej Pogačar       | Ljubljana Gusto Xaurum           | + 24"      |
| 6è | Niklas Eg           | Trek-Segafredo                   | + 24"      |
| 7è | Daniel Pearson      | Aqua Blue Sport                  | + 47"      |
| 8è | Pieter Weening      | Roompot-Nederlandse Loterij      | + 48"      |
| 9è | Kanstantsín Siutsou | Bahrain-Merida                   | + 48"      |
| 10è | Nick van der Lijke  | Roompot-Nederlandse Loterij      | + 52"      |

| \| Classificació general \| Classificació general \| Classificació general \| Classificació general \| Classificació general \| \| Corredor \| Corredor \| Equip \| Temps \| \| \| --------------------- \| --------------------- \| -------------------------------- \| --------------------- \| --------------------- \| \| 1r \| Kanstantsín Siutsou \| Bahrain-Merida \| 23h 29' 01" \| \| \| 2n \| Pieter Weening \| Roompot-Nederlandse Loterij \| + 8" \| \| \| 3r \| Ievgueni Guiditx \| Astana \| + 53" \| \| \| 4t \| Radoslav Rogina \| Adria Mobil \| + 1' 15" \| \| \| 5è \| Niklas Eg \| Trek-Segafredo \| + 1' 24" \| \| \| 6è \| Daniel Pearson \| Aqua Blue Sport \| + 2' 10" \| \| \| 7è \| Rubén Acosta \| Bicicletas Strongman Coldeportes \| + 3' 01" \| \| \| 8è \| Artiom Nitx \| Gazprom-RusVelo \| + 3' 08" \| \| \| 9è \| Gianluca Brambilla \| Trek-Segafredo \| + 3' 37" \| \| \| 10è \| Domen Novak \| Bahrain-Merida \| + 4' 15" \| \| |                     |                                  |             |
| |                     |                                  |             |
| Font: ProCyclingStats |                     |                                  |             |
| Classificació general |                     |                                  |             |
| Corredor | Corredor            | Equip                            | Temps       |
| 1r | Kanstantsín Siutsou | Bahrain-Merida                   | 23h 29' 01" |
| 2n | Pieter Weening      | Roompot-Nederlandse Loterij      | + 8"        |
| 3r | Ievgueni Guiditx    | Astana                           | + 53"       |
| 4t | Radoslav Rogina     | Adria Mobil                      | + 1' 15"    |
| 5è | Niklas Eg           | Trek-Segafredo                   | + 1' 24"    |
| 6è | Daniel Pearson      | Aqua Blue Sport                  | + 2' 10"    |
| 7è | Rubén Acosta        | Bicicletas Strongman Coldeportes | + 3' 01"    |
| 8è | Artiom Nitx         | Gazprom-RusVelo                  | + 3' 08"    |
| 9è | Gianluca Brambilla  | Trek-Segafredo                   | + 3' 37"    |
| 10è | Domen Novak         | Bahrain-Merida                   | + 4' 15"    |

### Etapa 6
| \| Classificació de l'etapa \| Classificació de l'etapa \| Classificació de l'etapa \| Classificació de l'etapa \| Classificació de l'etapa \| \| Corredor \| Corredor \| Equip \| Temps \| \| \| ------------------------ \| -------------------------- \| ------------------------------- \| ------------------------ \| ------------------------ \| \| 1r \| Paolo Simion \| Bardiani CSF \| 3h 21' 39" \| \| \| 2n \| Mirco Maestri \| Bardiani CSF \| + 11" \| \| \| 3r \| Eduard-Michael Grosu \| Nippo-Vini Fantini-Europa Ovini \| + 25" \| \| \| 4t \| Fabian Lienhard \| Holowesko Citadel \| + 25" \| \| \| 5è \| Sondre Holst Enger \| Israel Cycling Academy \| + 28" \| \| \| 6è \| Alex Kirsch \| WB-Aqua Protect-Veranclassic \| + 28" \| \| \| 7è \| Matej Mohorič \| Bahrain-Merida \| + 28" \| \| \| 8è \| Juan José Lobato del Valle \| Nippo-Vini Fantini-Europa Ovini \| + 28" \| \| \| 9è \| Vincenzo Albanese \| Bardiani CSF \| + 32" \| \| \| 10è \| Enrico Barbin \| Bardiani CSF \| + 32" \| \| |                            |                                 |            |
| |                            |                                 |            |
| Font: ProCyclingStats |                            |                                 |            |
| Classificació de l'etapa |                            |                                 |            |
| Corredor | Corredor                   | Equip                           | Temps      |
| 1r | Paolo Simion               | Bardiani CSF                    | 3h 21' 39" |
| 2n | Mirco Maestri              | Bardiani CSF                    | + 11"      |
| 3r | Eduard-Michael Grosu       | Nippo-Vini Fantini-Europa Ovini | + 25"      |
| 4t | Fabian Lienhard            | Holowesko Citadel               | + 25"      |
| 5è | Sondre Holst Enger         | Israel Cycling Academy          | + 28"      |
| 6è | Alex Kirsch                | WB-Aqua Protect-Veranclassic    | + 28"      |
| 7è | Matej Mohorič              | Bahrain-Merida                  | + 28"      |
| 8è | Juan José Lobato del Valle | Nippo-Vini Fantini-Europa Ovini | + 28"      |
| 9è | Vincenzo Albanese          | Bardiani CSF                    | + 32"      |
| 10è | Enrico Barbin              | Bardiani CSF                    | + 32"      |

## Classificació final
| \| Classificació general \| Classificació general \| Classificació general \| Classificació general \| Classificació general \| \| Corredor \| Corredor \| Equip \| Temps \| \| \| --------------------- \| ------------------------ \| --------------------------- \| --------------------- \| --------------------- \| \| 1r \| Kanstantsín Siutsou \| Bahrain-Merida \| 26h 51' 12" \| \| \| 2n \| Pieter Weening \| Roompot-Nederlandse Loterij \| + 11" \| \| \| 3r \| Ievgueni Guiditx \| Astana \| + 1' 01" \| \| \| 4t \| Radoslav Rogina \| Adria Mobil \| + 1' 18" \| \| \| 5è \| Niklas Eg \| Trek-Segafredo \| + 1' 27" \| \| \| 6è \| Daniel Pearson \| Aqua Blue Sport \| + 2' 19" \| \| \| 7è \| Artiom Nitx \| Gazprom-RusVelo \| + 3' 27" \| \| \| 8è \| Gianluca Brambilla \| Trek-Segafredo \| + 3' 37" \| \| \| 9è \| Jonathan Lastra Martínez \| Caja Rural-Seguros RGA \| + 4' 23" \| \| \| 10è \| Domen Novak \| Bahrain-Merida \| + 4' 38" \| \| |                          |                             |             |
| |                          |                             |             |
| Font: ProCyclingStats |                          |                             |             |
| Classificació general |                          |                             |             |
| Corredor | Corredor                 | Equip                       | Temps       |
| 1r | Kanstantsín Siutsou      | Bahrain-Merida              | 26h 51' 12" |
| 2n | Pieter Weening           | Roompot-Nederlandse Loterij | + 11"       |
| 3r | Ievgueni Guiditx         | Astana                      | + 1' 01"    |
| 4t | Radoslav Rogina          | Adria Mobil                 | + 1' 18"    |
| 5è | Niklas Eg                | Trek-Segafredo              | + 1' 27"    |
| 6è | Daniel Pearson           | Aqua Blue Sport             | + 2' 19"    |
| 7è | Artiom Nitx              | Gazprom-RusVelo             | + 3' 27"    |
| 8è | Gianluca Brambilla       | Trek-Segafredo              | + 3' 37"    |
| 9è | Jonathan Lastra Martínez | Caja Rural-Seguros RGA      | + 4' 23"    |
| 10è | Domen Novak              | Bahrain-Merida              | + 4' 38"    |

## Evolució de les classificacions
| Etapa | Vencedor            | Classificació general | Classificació per punts | Classificació de la muntanya | Classificació dels joves | Classificació per equips |
| ----- | ------------------- | --------------------- | ----------------------- | ---------------------------- | ------------------------ | ------------------------ |
| 1     | Niccolò Bonifazio   | Niccolò Bonifazio     | Niccolò Bonifazio       | Emil Dima                    | Jon Božič                | Ljubljana Gusto Xaurum   |
| 2     | Eduard Grosu        | Eduard Grosu          | Eduard Grosu            | Peter Koning                 | Jon Božič                | Astana Pro Team          |
| 3     | Kanstantsín Siutsou | Kanstantsín Siutsou   | Eduard Grosu            | Kanstantsín Siutsou          | Yevgeniy Gidich          | Astana Pro Team          |
| 4     | Alessandro Tonelli  | Kanstantsín Siutsou   | Eduard Grosu            | Kanstantsín Siutsou          | Yevgeniy Gidich          | Astana Pro Team          |
| 5     | Manuele Boaro       | Kanstantsín Siutsou   | Alessandro Tonelli      | Peter Koning                 | Yevgeniy Gidich          | Bahrain-Merida           |
| 6     | Paolo Simion        | Kanstantsín Siutsou   | Eduard Grosu            | Peter Koning                 | Yevgeniy Gidich          | Bahrain-Merida           |
| Final | Final               | Kanstantsín Siutsou   | Eduard Grosu            | Peter Koning                 | Yevgeniy Gidich          | Bahrain-Merida           |